# あの娘とスキャンダル
「あの娘とスキャンダル」（あのことスキャンダル）は、チェッカーズの6枚目のシングル。1985年3月21日にキャニオンレコードよりリリースされた。

## 概要
チェッカーズが初めて主演した映画『CHECKERS IN TAN TAN たぬき』の主題歌で、駆け落ちをテーマとした曲。
発売当時、『ザ・ベストテン』『ザ・トップテン』などの音楽番組では、衣装がスカート風だったため、ノーパンで収録に臨んだ。
アルバム『毎日!!チェッカーズ』には、歌詞が書き換えられた『スキャンダル魔都』として収録され、オリジナルバージョンは未収録である。『チェッカーズ in TAN TAN たぬき オリジナル・サウンドトラック』には、歌詞はオリジナルだが、BGMは若干異なった曲が収録されている。
1985年4月から1987年8月にかけてフジテレビ系列にて放送された『夕やけニャンニャン』の番組初期では、オープニングテーマ曲として使われた。

## 収録曲
1. あの娘とスキャンダル
作詞：売野雅勇／作曲・編曲：芹澤廣明
2. メモリーブレンド
作詞：藤井郁弥／作曲：藤井尚之／編曲：芹澤廣明